# Matina (Bahia)
Matina is een gemeente in de Braziliaanse deelstaat Bahia. De gemeente telt 13.245 inwoners (schatting 2009).